# Sanjeli
Sanjeli fou un estat tributari protegit a l'agència de Rewa Kantha, presidència de Bombai. La terra de la major part del territori era força fèrtil, però la població, en gran part bhils, era en general extremament pobre.
Tenia una superfície de 860 km² i una població el 1881 de 3.751 habitants, estant repartits entre 12 pobles. La població el 1931 era de 8.083 habitants. Els ingressos s'estimaven en 700 lliures i no pagava cap tribut. El sobirà portava el títol de thakur i el 1881 era Partab o Pratap Sinhji. Pushpa Singh va accedir a l'Índia el 10 de juny de 1948.

## Bandera
Blanca rectangular: prop del pal, però deixant una banda vertical blanca, tres "L" en vermell, tocant la primera a la part inferior, i amb una separació entre les tres, arribant l'extrem al vol. al quadre blanc limitat a l'esquerra i sota per les eles, un arc i fletxa vermells apuntant cap a la part superior, i sobre l'arc un cercle vermell dins del qual un símbol, una mena d'arbre.

## Thakurs
- Pratap Singh vers 1880-?
- Pushpa Singh ?-1948